# 1359 Prieska
1359 Prieska eller 1935 OC är en asteroid i huvudbältet som upptäcktes 22 juli 1935 av den sydafrikanske astronomen Cyril V. Jackson i Johannesburg. Det har fått sitt namn efter staden Prieska i Sydafrika.
Asteroiden har en diameter på ungefär 46 kilometer.